# Karel Kaers

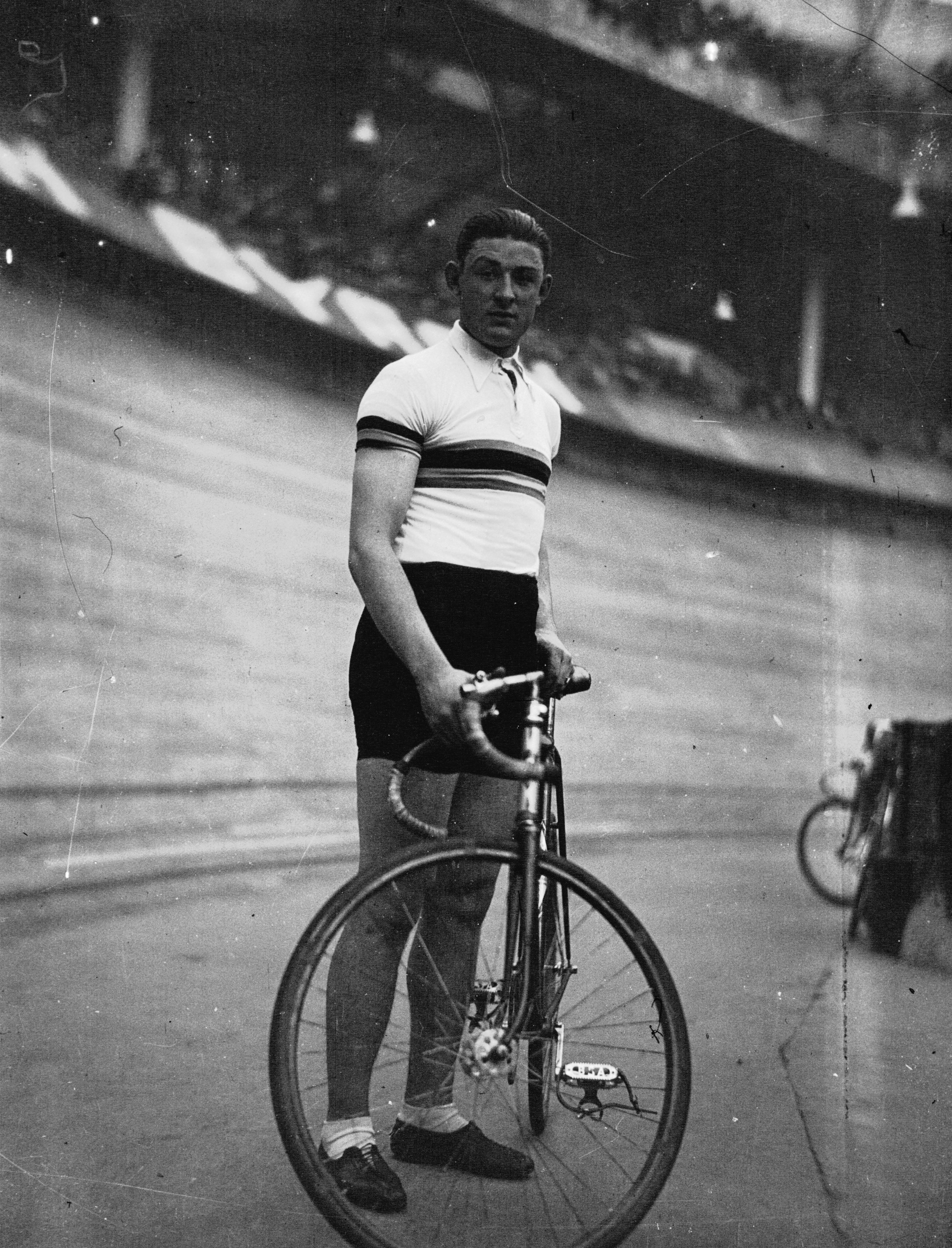
Karel Kaers.

Karel Kaers, född 3 juni 1914 i Vosselaar, död 20 december 1972 i Antwerpen, var en belgisk tävlingscyklist. 
Kaers vann 1934 överraskande professionella världsmästerskapet på landsväg. Bortsett från denna seger gjorde sig Kaers huvudsakligen känd som bancyklist och vann bland annat tillsammans med sin landsman Albert Billiet sexdagarsloppet i Paris 1938.